# Dascyllus strasburgi
Espèce
Le Dascyllus de Strasburg (Dascyllus strasburgi) est une espèce de poissons osseux de la famille des pomacentridés.

## Description
Dascyllus strasburgi est globalement dans les tons de gris. La tête et l'avant du corps sont gris sombre, légèrement verdâtres et basculent en dégradé vers une teinte blanc bleuté vers l'arrière du corps. Les opercules et les lèvres sont bleu clair. Les écailles du corps ont une marge gris foncé. Une tache blanche environ de la taille de l'œil se situe près de la nageoire dorsale au milieu du corps. Les nageoires sont également blanc-bleuté sauf les pectorales qui sont transparentes. La base des pectorales est blanc-bleuté avec des petits points noirs près du rayon le plus haut.
Dascyllus trimaculatus peut atteindre une taille de 9 cm.

## Habitat et répartition
Dascyllus strasburgi est endémique des îles Marquises. Il remplace sur son aire de répartition une espèce apparentée : la Demoiselle à trois points  (D. trimaculatus).

## Systématique
On pourrait considérer que D. strasburgi est une sous-espèce de D. trimaculatus dont il est très proche. Il s'en distingue par la livrée et une légère différence dans le nombre de rayons pectoraux. Néanmoins, sur la base de l'isolation géographique liée à une différence de couleur significative, Randall et Allen pensent que le statut d'espèce distincte est légitime.

## Écologie et comportement
Peu d'informations existent sur cette espèce. Son comportement et sa reproduction sont probablement similaires à ceux de D. trimaculatus.